# 영전초등학교 (경남)
영전초등학교는 대한민국 경상남도 합천군에 있는 공립 초등학교이다.

## 학교 연혁
- 1939년 4월 17일 : 율곡제2심상소학교 개교
- 1941년 4월 1일 : 율곡제2공립국민학교 개칭
- 1947년 4월 25일 : 영전국민학교 개칭
- 1991년 3월 1일 : 항제분교 통합
- 1993년 3월 1일 : 계산분교 통합
- 1995년 3월 1일 : 문림분교, 지강분교 통합
- 1999년 9월 1일 : 율곡초등학교 통합
- 2012년 3월 1일 : 병설유치원 폐지

## 참고 자료
- 영전초등학교 - 한국교육학술정보원 학교알리미